# Tarabuco
San Pedro de Montalván de Tarabuco (kurz: Tarabuco) ist eine Kleinstadt im Departamento Chuquisaca im südamerikanischen Andenstaat Bolivien.

## Lage im Nahraum
Tarabuco ist der zentrale Ort des Municipio Tarabuco und Sitz der Verwaltung der Provinz Yamparáez. Die Stadt liegt auf einer Höhe von 3292 m auf der kontinentalen Wasserscheide zwischen den Flusssystemen des Amazonas und des Río de la Plata.

## Geographie
Tarabuco liegt zwischen dem Altiplano und dem bolivianischen Tiefland im Höhenzug der bolivianischen Cordillera Central. Das Klima ist ein kühl-gemäßigtes Höhenklima mit typischem Tageszeitenklima, bei dem die Temperaturunterschiede im Tagesverlauf stärker schwanken als im Jahresverlauf.
Die Jahresdurchschnittstemperatur in Tarabuco liegt bei etwa 9 °C (siehe Klimadiagramm Tarabuco), die Monatsdurchschnittswerte schwanken zwischen 6 °C im Juli und 11 °C im November. Der Jahresniederschlag beträgt 600 mm und weist vier aride Monate von Mai bis August mit Monatswerten unter 10 mm auf, und eine deutliche Feuchtezeit von Dezember bis Februar mit Monatsniederschlägen zwischen 100 und 125 mm.

## Verkehrsnetz
Tarabuco liegt in einer Entfernung von 67 Straßenkilometern östlich der Departamento-Hauptstadt Sucre.
Die Stadt liegt an der 976 Kilometer langen Nationalstraße Ruta 6, die Sucre mit dem bolivianischen Tiefland und der Grenze zu Paraguay verbindet. Die Straße nach Westen ist bis Sucre asphaltiert, von Tarabuco aus nach Osten ist sie unbefestigt. Von Tarabuco aus führt eine Höhenstraße nach Süden bis zu der Kleinstadt Icla in der Provinz Jaime Zudáñez.
Tarabuco ist auch über eine einspurige Eisenbahnstrecke mit Sucre und Potosí verbunden, diese Strecke ist aber nicht mehr in Betrieb.

## Wirtschaft
Tarabuco ist bekannt durch seinen sonntäglichen Touristenmarkt, auf dem Textilien der Umgebung, aber auch landwirtschaftliche Erzeugnisse wie Mais, Kartoffeln und Getreide verkauft werden.
Hier findet auch "Pujllay" statt, ein großes Fest, das in Erinnerung an eine erfolgreiche Schlacht gegen das spanische Kolonialheer an jedem dritten Märzsonntag gefeiert wird.

## Bevölkerung
Die Einwohnerzahl der Stadt ist in den vergangenen beiden Jahrzehnten um etwa ein Fünftel angestiegen:
| Jahr | Einwohner | Quelle       |
| ---- | --------- | ------------ |
| 1992 | 2 417     | Volkszählung |
| 2001 | 2 442     | Volkszählung |
| 2012 | 2 977     | Volkszählung |
| 2024 |           | Volkszählung |

Die Region weist einen hohen Anteil an Quechua-Bevölkerung auf, im Municipio Tarabuco sprechen 98,6 Prozent der Bevölkerung Quechua.